# Gare du Chalet NE
La gare du Chalet NE est une gare ferroviaire suisse de la ligne Le Locle – Les Brenets, située sur le territoire de la commune du Locle, dans le Canton de Neuchâtel.
C'est une halte voyageurs des Transports publics neuchâtelois (TransN).

## Situation ferroviaire
Établie à 940 mètrees d'altitude, la gare du Chalet est située au point kilométrique (PK) 0,47 de la ligne Le Locle – Les Brenets, entre les gares du Locle et des Brenets.

## Service des voyageurs

### Desserte
Le Chalet est desservie par des trains TransN de la relation Le Locle-Les Brenets.